# Битва при Пало-Дуро
Битва при Каньоне Пало-Дуро (28 сентября 1874 г.) — битва в ходе войны на Ред Ривере 28 сентября между армией Маккензи Тонкава и индейским племенем Кайова. Маккензи атаковал лагерь вождя Одинокого Волка, разбил его и захватил около 2000 лошадей. Потеря лагеря означала для индейцев потерю убежища и запасов. Это было одним из последних сражений войны за Ред Ривер и техасско-индейских войн.

## Предыстория
9 сентября поезд возвращался к Красной реке с припасами, когда на водоразделе между реками Канада и Вашита на него напала группа воинов кайова и команчей. Индейцы начали стрелять с большого расстояния, но оборонительные маневры кавалерии позволили поезду продвинуться еще на 12 миль на юг, пока он не достиг крутого ущелья примерно в миле к северу от реки Вашита. Когда поезд приблизился к реке, индейцы начали атаковать, и Лайман приказал фургонам сформировать загон для лучшей защиты.
Когда поезд кружил, группа из примерно 70 воинов атаковала справа и сзади поезда и почти захватила боевой порядок, установленный пехотой. Застрельщики сдержали и отразили атаку, но сержант по имени Де Армонд был убит во время штурма, а лейтенант Грэнвилл Льюис был тяжело ранен. Один из водителей, мужчина по имени Сэндфорд, был смертельно ранен, когда передавал боеприпасы войскам. Когда первоначальная атака не удалась, индейцы отступили к окружающим хребтам и начали осаду обозов. Позже стало известно, что помимо Одинокого Волка.
С наступлением темноты бои прекратились, но теперь Лайману стало очевидно, что индейцы намерены продолжать осаду в течение неопределенного периода времени, и он приказал людям вырыть ямы для ружей по периметру окруженного поезда, чтобы обеспечить дополнительную защиту для мужчин. На следующее утро индейцы возобновили огонь. Ночью 10 сентября, видя безвыходность ситуации, Лайман отправил одного из разведчиков, В. Ф. Шмальсле, в Кэмп Снабжения за помощью. Когда он вышел из фургона, индейцы преследовали Шмальсле, но ему удалось уклониться от них, и через два дня он прибыл в лагерь снабжения.

## Ход битвы
Рано утром 28 сентября 1874 года два разведчика Тонкава Маккензи нашли «свежий след» и Маккензи возобновил марш. Они достигли на рассвете «широкой зияющей пропасти», откуда увидели индейские хижины. Кавалерия Маккензи спешилась и повела своих лошадей гуськом по узкой зигзагообразной тропе.
Маккензи сначала напал на лагерь кайова вождя Одинокого Волка и разгромил его. Индейским воинам удалось уйти, бросив свое имущество и лошадей, взобравшись по обеим сторонам каньона. Вражеские воины начали стрелять по войскам с высоты 800—1000 футов. Несмотря на сильный огонь, Маккензи заявил: «Я привел тебя, я тебя выведу».
Часть отряда начала отступление вверх по «крутым утесам», с которых они спустились, в то время как другие снесли хижины, разрубили шесты вигвамов и сожгли все индейское имущество в огромных кострах. Более 2000 лошадей были захвачены и выведены из каньона вместе с оставшимися войсками к 16:00. Войска Маккензи вернулись в свой лагерь снабжения в каньоне Туле утром 29-го числа.
Решающая битва Войны за Ред-Ривер началась с восходом солнца 28 сентября 1874 года. По крайней мере пять индейских деревень искали защиты в скрытой изоляции каньона Пало-Дуро. Затем полковник Ранальд С. Маккензи, командующий Четвертым кавалерийским полком, ворвался в каньон. Когда их люди были рассеяны, индейские лидеры Железная Рубашка из Шайеннов, Бедный Бизон из Команчей и Одинокий Волк из Кайова не смогли организовать единую оборону и отступили перед наступающими всадниками. Солдаты захватили и сожгли деревни, в том числе зимние запасы индейцев.

## Результаты войны
Потеря лагеря Пало-Дуро Потеря лагеря Пало-Дуро означала потерю убежища индейцев и всех их зимних припасов. Некоторые лошади бежали с индейцами на равнины, но Маккензи смог захватить 1500—2000 лошадей, которых он зарезал, чтобы они не попали в руки индейцев. потери в бою были небольшими, так как это был полный разгром, но без достаточного количества лошадей или припасов племена не могли продержаться зиму, и многие вернулись в резервацию Форт Силл к ноябрю 1874 года Кайова Одинокого Волка не возвращались до февраля 1875 года. Битва ознаменовала последнее крупное сражение в войне за Ред-Ривер и была одной из последних битв в техасско-индейских войнах. После этой битвы многие индейцы начали возвращаться в резервации, так как у них не было провизии на зиму и лошадей. В течение следующих нескольких месяцев армия США выместит оставшихся индейцев из техасского Панхандла и вытеснит их в резервации. Так закончилась индейская война на Южных равнинах. Полковник Р. С. Маккензи рекомендовал семерых солдат 4-го кавалерийского полка США и Адама Пейна из черных семинолов-разведчиков к Почетной медали.